# ドン・コヴェイ
ドン・コヴェイ（Don Covay、1936年3月24日 - 2015年1月31日）は、アメリカ合衆国のソウル歌手、ソングライター。本名はドナルド・ジェイムス・ランドルフ（Donald James Randolph）。

## 来歴
サウスカロライナ州オレンジバーグ生まれ。牧師の父親を8歳の時に亡くし、その後歌手を志す。1956年にザ・レインボウズというドゥーワップ・グループの一員としてレコード・デビューを果たし、1957年にはリトル・リチャードのプロデュースによるシングル「Bip Bop Bip」を、「プリティ・ボーイ」という名義でアトランティック・レコードから発表した。
1960年代にはドン・コヴェイ&ザ・グッドタイマーズとして多くの曲を発表。1964年のシングル・ヒット曲「Mercy Mercy」では無名時代のジミ・ヘンドリックスをレコーディングに起用しており、この曲はローリング・ストーンズのアルバム『アウト・オブ・アワ・ヘッズ』（1965年）でカヴァーされた。1965年に発表した「Seesaw」はBillboard Hot 100で44位、R&Bチャートで5位というヒットを記録。また、エタ・ジェイムスやオーティス・レディング等に楽曲を提供し、とりわけアレサ・フランクリンに提供した「チェイン・オブ・フールズ」が大ヒットした。1968年にはソロモン・バーク、アーサー・コンレイ、ベン・E・キング、ジョー・テックスと共に「ソウル・クラン」名義のシングル「ソウル・ミーティング」を発表。
1980年代に入るとソロ活動は低迷するが、1986年にリリースされたローリング・ストーンズのアルバム『ダーティ・ワーク』のレコーディングにバッキング・ボーカルで参加している。
1992年に脳梗塞で倒れた。1993年にはリズム&ブルース・ファウンデーションからパイオニア・アワードの授与が決定されるが、1994年に開催された授賞式には出席できず、ニューヨークの自宅でルース・ブラウンから賞を授与された。
2000年9月、久しぶりのアルバム『Adlib』を発表して本格的に活動を再開。同アルバムのジャケットはロン・ウッドが描き、ポール・ロジャース、ウィルソン・ピケット、リー・コニッツ、ヒューイ・ルイス、アン・ピーブルス等がゲスト参加した。
2015年、78歳で死去。

## ディスコグラフィ

### アルバム
- 『マーシー!』 - Mercy! (1965年)
- 『シー・ソー』 - See Saw (1966年)
- 『ザ・ハウス・オブ・ブルー・ライツ』 - The House Of Blue Lights (1969年)
- Different Strokes for Different Folks (1971年)
- 『スーパー・デューダ 1』 - Super Dude I (1973年)
- 『ホット・ブラッド』 - Hot Blood (1975年)
- Travelin' in Heavy Traffic (1976年)
- Funky Yo Yo (1977年)
- Adlib (2000年)
- Super Bad (2009年) ※コンピレーション

### 主なシングル
- 「ポニータイム・ツイスト」 - "Pony Time" (1961年) ※全米60位
- "Mercy Mercy" (1964年) ※全米35位